# Fernando Araújo Rumié
Fernando Nicolás Araújo Rumié (Cartagena; 16 de mayo de 1983) es un político colombiano militante del Centro Democrático y Ex Senador. Es Master en Administración de Negocios (MBA por sus siglas en inglés) de Inalde, Escuela de dirección y negocios de la Universidad de La Sabana; con pregrado de la Universidad de los Andes. Es miembro de la Comisión III Constitucional, Comisión de Crédito Público, Comisión Especial de Vigilancia de los Órganos de Control e hizo parte de la Comisión de Paz.

## Biografía
Nació en Cartagena, es administrador de empresas y emprendedor. Fue senador de la República de Colombia por el partido Centro Democrático. Fue elegido por primera vez como senador en el año 2014 para el periodo 2014-2018; fue reelegido en el 2018 para el actual cuatrienio 2018-2022. Es miembro de la Comisión III Constitucional, Comisión de Crédito Público, Comisión Especial de Vigilancia de los Órganos de Control e hizo parte de la Comisión de Paz. 
Es hijo del ex canciller Fernando Araújo Perdomo y la artista Ruby Rumié, está casado con la diseñadora de modas, Alejandra Isaac, tienen un hijo, Nicolás.
Magister en Administración de Negocios (MBA por sus siglas en inglés) de Inalde Business School, Escuela de dirección y negocios de la Universidad de La Sabana; con pregrado en Administración de Empresas de la Universidad de los Andes. Sus estudios de Secundaria y primaria los cursó en el Colegio Jorge Washington de Cartagena.
Logró el séptimo puesto en las pruebas Ecaes en 2007 y fue distinguido como “Estudiante Emprendedor” del MBA de Inalde.
Ejerció liderazgo empresarial en Cartagena y Bolívar, como impulsor de proyectos de emprendimiento y promotor de inversiones. Entre sus cargos de responsabilidad en el sector privado se incluyen: Director de la alianza de compras de los hoteles de la Cadena Globla Hotel & Resort; Gerente de las compañías Rumie & Cía S en C; Prodegi SAS, y de la Promotora de las Riquezas de Bolívar SAS (Pro-Bolívar).
Su incursión en actividades cívico-políticas se dio cuando lideró, juntos a otros jóvenes de la ciudad, la estrategia del voto en blanco en Cartagena en el 2005. También impulsó acciones orientadas a educar y apoyar la participación ciudadana en distintas intervenciones.
Es autor principal de tres leyes de la República:
- La ley 2038 del 2020, por medio de la cual se crea un fondo para superar la miseria en Cartagena.
- La Ley 2034 del 2020, por medio de la cual se rinde honores a los miembros de las Fuerzas Militares por la Operación Jaque.
- Ley 1875 del 2017, por medio de la cual se decreta a Mompox como un Distrito Especial, Turístico, Cultural e Histórico de Colombia.

Es coautor de trece leyes de la República:
- Ley 1809 del 29 de septiembre de 2016 que permite la utilización de cesantías para adquirir un seguro para la educación superior;
- Ley 1821 del 30 de diciembre de 2016 por medio de la cual se modifica la edad máxima de retiro de las personas que desempeñan funciones públicas de modo, su inclusión en el plan de beneficios y se dictan otras disposiciones
- Ley 1831 de 2 de mayo de 2017 por medio del cual se regula el uso del desfibrilador externo automático (DEA) en transportes asistenciales, lugares de alta afluencia de público, y se dictan otras disposiciones;
- Ley 1868 del 1 de septiembre de 2017 por medio del cual se establece la entrega de informe anual sobre el desarrollo, avance y consolidación de los acuerdos comerciales suscritos por Colombia
- Ley 1869 del 21 de septiembre de 2017 por medio de la cual se prorroga y modifica la ley 426 de 1998 que autoriza la emisión de estampillas para Universidad de Caldas, universidad nacional sede Manizales y Universidad Tecnológica de Pereira.
- Ley 1901 del 18 de junio de 2018 por medio del cual se crean y desarrollan las sociedades comerciales de beneficio e interés colectivo – bic
- Ley 1912 del 11 de julio de 2018 por el cual se brinda condiciones para mejorar la calidad de vida del adulto mayor en Colombia
- Ley 1919 del 12 de julio de 2018 por medio de la cual se rinde honores a la memoria y obra del expresidente Julio Cesar Turbay Ayala, con ocasión del primer centenario de su natalicio
- Ley 1944 del 28 de diciembre de 2018 por medio de la cual de modifica la ley n 599 de 2000 y se crean los tipos penales de abigeato y abigeato agravado.
- Ley 2005 del 2 de diciembre de 2019 por medio del cual se generan incentivos a la calidad, promoción al consumo y comercialización de panela, mieles paneleras y sus derivados, así como la reconversión y formalización de los trapiches en Colombia y se dictan otras disposiciones
- Ley 2010 del 27 de diciembre de 2019 por medio de la cual se adoptan normas para la promoción del crecimiento económico, la inversión, el fortalecimiento de las finanzas públicas y la progresividad, equidad y eficiencia del sistema tributario, de acuerdo con los objetivos que sobre la materia impulsaron la ley 1943 de 2018 y se dictan otras disposiciones
- Ley 2011 del 30 de diciembre de 2019 por la cual se establecen exenciones de impuestos de carácter nacional y tributos aduaneros para la realización del campeonato masculino de fútbol internacional copa América 2020
- Ley 2042 del 27 de julio de 2020 por medio de la cual se otorgan herramientas para que los padres de familia realicen un acompañamiento eficaz con el fin de cuidar los recursos del Plan de Alimentación Escolar PAE

## Cuatrienio 2014-2018
Durante el cuatrienio 2014-2018 el senador cartagenero Fernando Nicolás Araújo se destacó por su permanente diálogo con las comunidades. De las 205 semanas del periodo legislativo 2014-2018 realizó más de 313 jornadas de diálogo popular en los barrios de Cartagena y municipios de Bolívar.
En cuanto al trabajo legislativo, de las casi 484 sesiones del Congreso, entre Plenos, Plenarias, Comisiones, Conjuntas y Extraordinarias, participó activamente en 469 de ellas, presentando una tasa del 96,26% de asistencia. Presentó 7 proyectos de ley de iniciativa propia y 94 de coautoría; logrando en este periodo la aprobación de la Ley 1875 de 2017 que declara a Mompox en Distrito Especial, Turístico e Histórico de Colombia. Además, radicó 98 constancias y 286 derechos de petición en favor de la comunidad.
Entre los principales aportes se pueden destacar los siguientes: La ponencia negativa a la reforma tributaria, en la cual se presentó una alternativa para bajar impuestos y combatir la evasión; la defensa de las menores presuntamente afectadas por los efectos secundarios de la vacuna contra el VPH, radicando un proyecto de ley que busca que la aplicación de dicha vacuna se realice bajo consentimiento informado expreso sobre los efectos secundarios.
También, presentó como autor principal una iniciativa para que los programas de subsidios se extiendan a los menores de edad discapacitados con enfermedades huérfanas y sus cuidadores. Por otra parte, defendiendo los intereses de los pacientes del sistema de salud, radicó un proyecto para que se apliquen sanciones severas a quienes se roban los recursos con los que financian los servicios en salud.
En la Plenaria del Senado, lideró el debate de control político a la empresa de energía en la Costa Caribe colombiana, Electricaribe, el cual dio como resultado la intervención de la misma, posibilitando una solución a la garantía de la prestación del servicio de energía y logró engranar a los congresistas de Bolívar para conseguir que el Gobierno Nacional aprobara los recursos que necesita Cartagena para financiar los proyectos de protección costera.

## Cuatrienio 2018-2022
En este periodo legislativo el senador logró la aprobación de dos leyes de la República: La Ley 2038 del 2020, que crea un Fondo para superar la miseria en Cartagena y la Ley 2034 del 2020, que rinde honores a miembros de las Fuerzas Militares por la operación Jaque.
Así mismo, fue el ponente de la Ley de Crecimiento Económico logrando incluir importantes proposiciones como, la compensación del IVA para los colombianos más vulnerables, la exclusión del IVA a los libros, herramientas para disminuir la evasión y el contrabando, favoreciendo el aumento del recaudo, la implementación del mecanismo de obras por impuestos para la ejecución del macro proyecto del Canal del Dique, exclusión del IVA a la cadena de valor de combustibles, exención de IVA para los vehículos de transporte público de pasajeros y de carga, implementación de la factura electrónica y tres días sin IVA al año.
El legislador también citó tres debates de control político: Propuesta del Plan Venezuela: ayuda económica internacional para atender la crisis de migrantes venezolanos; crisis en el sector aeronáutico ocasionada por el COVID-19 y crisis del sistema de salud en Cartagena para enfrentar la emergencia ocasionada por el COVID-19.